# Attamyces bromatificus
Attamyces bromatificus är en svampart som beskrevs av Kreisel 1972. Attamyces bromatificus ingår i släktet Attamyces och familjen Agaricaceae.   Inga underarter finns listade i Catalogue of Life.